# Оселя зла (серія фільмів)
Оселя зла (англ. Resident Evil) — серія фільмів бойовиків–жахів у стилі біопанк, заснована на франшизі японської відеоігри Capcom.
Німецька студія «Constantin Film» викупила права на екранізацію серії в ігрові фільми в січні 1997 року. У 2000 році Пол Андерсон був оголошений сценаристом і режисером фільму «Оселя зла» (2002). Андерсон продовжував бути сценаристом і продюсером для «Оселі зла: Апокаліпсис» (2004) і «Оселя зла: Вимирання» (2007), а також повернувся як режисер «Оселі зла: Потойбічне життя» (2010), «Оселя зла: Відплата» (2012) і «Оселя зла: Фінальна битва» (2016). Ці перші шість фільмів розповідають про Еліс (Мілла Йовович), персонажа, створеного спеціально для фільмів. Еліс — колишній фахівець із безпеки та таємний агент, який бореться з корпорацією «Амбрелла», чия біозброя спровокувала зомбі-апокаліпсис. У серії з'являються персонажі з ігор, зокрема Клер Редфілд, Джилл Валентайн, Ада Вонґ, Карлос Олівейра, Кріс Редфілд, Леон С. Кеннеді, Баррі Бертон, а також антагоністи — Альберт Вескер і Джеймс Маркус. У 2021 році вийшов фільм-перезапуск «Оселя Зла: Вітаємо у Раккун-Сіті».
Незважаючи на те, що фільми отримали загалом негативні відгуки від критиків, серія «Оселя зла» зібрала понад 1,2 мільярда доларів. Колись це була найкасовіша серія фільмів, заснована на відеогрі та найкасовіша серія фільмів жахів, а також є найкасовішою серією фільмів про зомбі. Серія зберігає рекорд за кількістю ігрових екранізацій відеогри.

## Фільми
| Фільм                            | Дата релізу в США | Режисер(и)                | Сценарист(и)              | Продюсер(и)                                                                |
| Оригінальна серія                | Оригінальна серія | Оригінальна серія         | Оригінальна серія         | Оригінальна серія                                                          |
| -------------------------------- | ----------------- | ------------------------- | ------------------------- | -------------------------------------------------------------------------- |
| Оселя зла                        | 15 березня 2002   | Пол Вільям Скотт Андерсон | Пол Вільям Скотт Андерсон | Пол Андерсон, Бернд Айхінгер, Семюел Хадіда і Джеремі Болт                 |
| Оселя зла: Апокаліпсис           | 10 вересня 2004   | Александр Вітт            | Пол Андерсон              | Пол Андерсон, Джеремі Болт і Дон Кармоді                                   |
| Оселя зла: Вимирання             | 21 вересня 2007   | Рассел Малкехі            | Пол Андерсон              | Пол Андерсон, Бернд Айхінгер, Семюел Хадіда, Роберт Кульцер і Джеремі Болт |
| Оселя зла: Потойбічне життя      | 10 вересня 2010   | Пол Андерсон              | Пол Андерсон              | Пол Андерсон, Джеремі Болт, Роберт Кульцер, Дон Кармоді і Семюел Хадіда    |
| Оселя зла: Відплата              | 14 вересня 2012   | Пол Андерсон              | Пол Андерсон              | Пол Андерсон, Джеремі Болт, Роберт Кульцер, Дон Кармоді і Семюел Хадіда    |
| Оселя зла: Фінальна битва        | 27 січня 2017     | Пол Андерсон              | Пол Андерсон              | Пол Андерсон, Джеремі Болт, Роберт Кульцер і Семюел Хадіда                 |
| Перезапуск                       |                   |                           |                           |                                                                            |
| Оселя Зла: Вітаємо у Раккун-Сіті | 24 листопада 2021 | Йоганнес Робертс          | Йоганнес Робертс          | Джеймс Гарріс, Гартлі Горенштейн і Роберт Кульцер                          |

### Оригінальна серія

#### Оселя зла(2002)

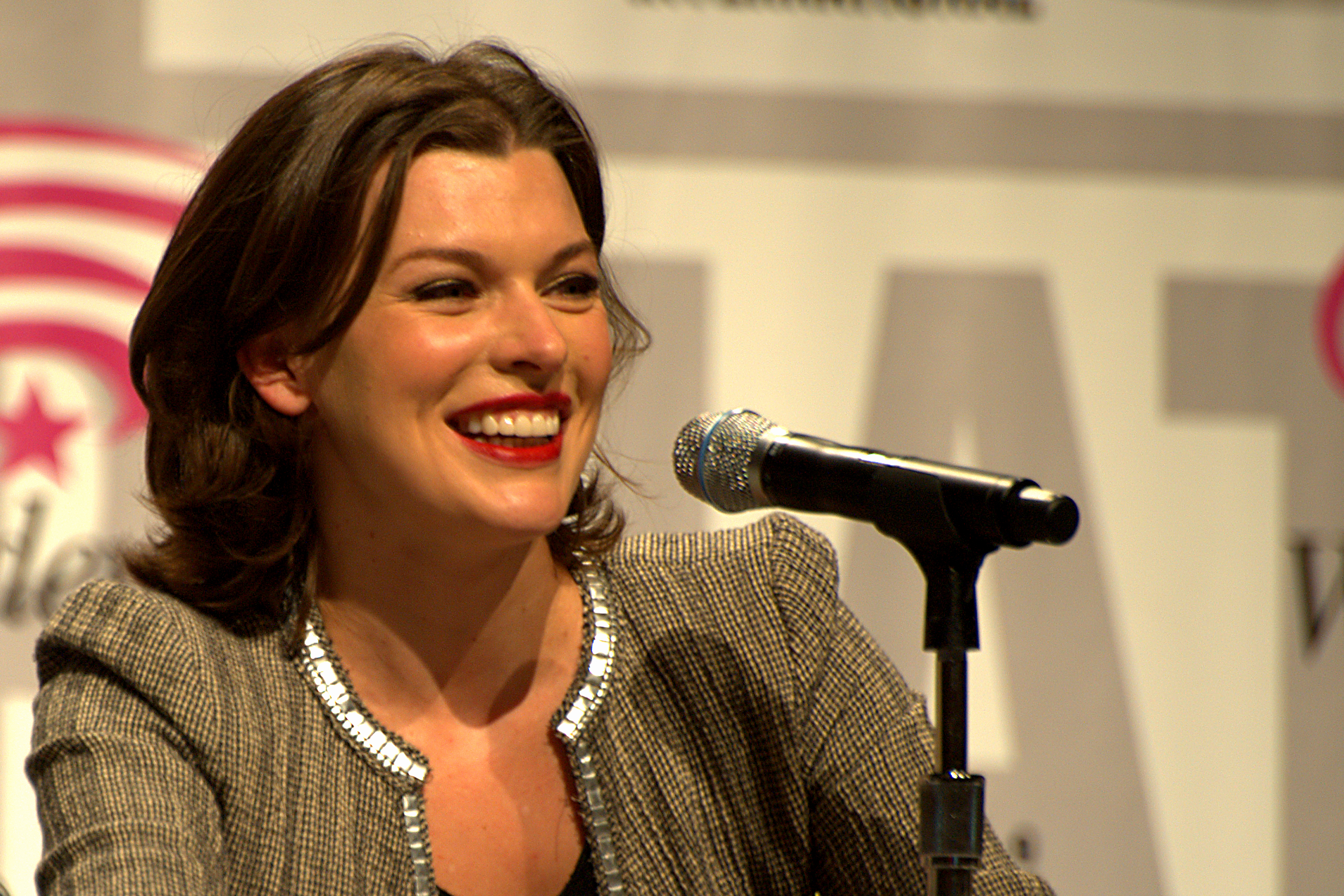
Мілла Йовович зіграла в оригінальних шести фільмах..

Країни, в яких знімали оригінальну серію фільмів Оселя зла

У січні 1997 року компанія «Constantin Film» придбала права на зйомки франшизи Оселя зла, а Алан Б. МакЕлрой, планувалося, мав написати сценарій. Зрештою Джордж Ромеро був найнятий компаніями «Sony Pictures» і «Capcom» для режисури та написання сценарію Оселі зла. Пізніше його сценарій було відхилено, і він зрештою вибув. Незважаючи на те, що сценарій Ромеро підтримали кілька людей з Capcom і Constantin, він був відхилений продюсером Constantin Берндом Айхінгером, а також продюсером Capcom Йошікі Окамото. Документальний фільм, заснований на цій адаптації, був випущений в цифровому форматі 7 січня 2025 року. Наприкінці 2000 року Пол Вільям Скотт Андерсон був оголошений режисером і сценаристом. Андерсон заявив, що у фільмі не буде жодних зв’язків із серією відеоігор, оскільки «недостатньо ефективні зв'язки з фільмами є надто поширеними, і Resident Evil, з усіх ігор, заслуговує на гарне представлення на кіноплівці». У 2001 році Мілла Йовович була обрана на роль Еліс, оригінального персонажа, який виконує роль головної героїні фільму. У травні 2001 року «Columbia TriStar» вела фінальні переговори щодо придбання прав на розповсюдження фільму в Північній Америці та передбачила бюджет у 40 мільйонів доларів.
У фільмі корпорація «Umbrella» керує секретним генетичним дослідницьким центром під назвою «Вулик». Розташований під Раккун-Сіті, «Вулик» був запечатаний його штучним інтелектом, Червоною Королевою, після випуску Т-вірусу на об'єкті. Червона Королева вбиває всіх у центрі, щоб Т-вірус не вийшов на поверхню, але Т-вірус реанімує їх, перетворюючи людей і тварин на агресивних зомбі та мутантів. Колись Еліс була оперативником служби безпеки, яка працювала в корпорації, поки її пам'ять не стер нервово-паралітичний газ Червоної Королеви. Коли її команда досліджує Вулик, жахливий піддослідний «Umbrella» на ім'я Лікер переслідує їх до потягу. Еліс виживає разом із товаришем по команді Меттом Еддісоном, але їх розлучає та забирає підрозділ захисту «Umbrella», де Метт починає генетично трансформуватися. Еліс прокидається з коми в спустошеному Раккун-Сіті після спалаху Т-вірусу.

#### Оселя зла: Апокаліпсис(2004)
Сиквел почали знімати в 2003 році після успіху першого фільму. Андерсон повернувся як сценарист, але через його роботу над «Чужим проти Хижака» Александр Вітт взяв на себе роль режисера. Фільм вийшов на екрани 10 вересня 2004 року.
У фільмі спалах вірусу досягає поверхні, і щоб стримати інфекцію, майор Тімоті Кейн закриває всі входи до Раккун-Сіті та виходи з нього. Серед людей, які опинилися в пастці у місті, — Джилл Валентайн і її партнер, Пейтон Уеллс. Після того, як Еліс прокидається з коми, вона рятує Джилл і Пейтона від групи монстрів Лікерів. З ними зв'язується доктор Чарльз Ешфорд, який направляє їх до пункту евакуації в обмін на порятунок його доньки Анджели, яка потрапила в пастку в іншому кінці міста. Озброєна Немезида атакує команду після того, як Каїн наказує їй убити всіх членів S.T.A.R.S. (служби спеціальної тактики та порятунку). Команда рятує Анджелу та пробирається до евакуаційного гелікоптера під керівництвом найманця «Umbrella» Карлоса Олівейри. Після протистояння Еліс з Каїном і Немезидою ті гинуть, вона та команда відлітають із Раккун-Сіті, яке знищує ядерна ракета. Гелікоптер розбивається в горах Арклей, і пошукова група «Umbrella» знаходить Еліс і доставляє її на дослідницьку станцію. Коли Еліс прокидається, вона демонструє надзвичайні сили та втікає за допомогою Джилл і Карлоса. Коли ті від'їжджають, доктор Олександр Айзекс, високопоставлений співробітник Umbrella, розповідає, що втеча Аліси є частиною їхнього плану.

#### Оселя зла: Вимирання(2007)
У листопаді 2005 року «Screen Gems» отримала права на третю частину франшизи, яка тоді мала підзаголовок «Вимирання». Андерсон повернувся як сценарист, а зйомки проходили в Мексиці. Режисером став Рассел Малкехі. Фільм вийшов на екрани 21 вересня 2007 року.
Світ був поглинений Т-вірусом, і корпорація Umbrella розробляє клонів Еліс, щоб знайти ту, яка демонструє її сили. В іншому місці Клер Редфілд очолює колону вцілілих через пустелю Невада, включаючи тих, хто вижив у Раккун-Сіті, Карлоса Оліверу та Л. Дж. Вейн. Еліс блукає країною сама, тримаючись в тіні. Випадково знищивши свій мотоцикл, вона приєднується до конвою Редфілд, рятуючи їх від натовпу атакуючих ворон, використовуючи свої телекінетичні здібності. Еліс та конвой прямують до Лас-Вегаса, щоб зібрати припаси, щоб вони могли дістатися до Аляски та знайти «Аркадію», яку вважають безпечною гаванню. У Лас-Вегасі вони потрапили в засідку групи нових супер-зомбі Umbrella Corporation, створених Др. Олександром Айзексом, яка вбиває більшу частину конвою. Л. Джей, який був укушений раніше і приховував розвиток інфекції, тепер повністю трансформується та кусає Олівейру. Сам доктор Айзекс був укушений і відступає на базу Амбрелла, де вводить собі великі дози антивірусу як ліки. Він перетворюється на Тирана, високу істоту з регенеративною та псіонічною силою. Еліс, Клер і Карлос знаходять гелікоптер на базі Амбрелла і планують використати його для вивезення тих, хто вижив, на Аляску. Олівейра жертвує собою, врізаючи свою вантажівку в орду зомбі, виграючи час, щоб завантажити тих, хто вижив. Клер і ті, хто вижив, прямують до Аляски, а Еліс залишається, щоб протистояти Айзеку, і виявляє своїх клонів на заводі. Після того, як вона перемагає Айзека, Еліс зв'язується з Амбреллою та попереджає їх, що вона йде за ними з армією своїх клонів.

#### Оселя зла: Потойбічне життя(2010)
Ще до виходу третьої частини, Constantin підготувалися до випуску четвертої частини. Дія фільму відбувалася в Японії і він був знятий в 3D за допомогою системи Fusion Camera System, розробленої Джеймсом Кемероном і Вінсом Пейсом для фільму «Аватар» 2009 року. Режисером і сценаристом виступив Пол Андерсон, реліз фільму відбувся 10 вересня 2010 року.
Після подій Вимирання Еліс та її клони атакують штаб-квартиру Umbrella у Токіо. Вескер тікає і руйнує об'єкт, вбиваючи клонів. Він стикається з Еліс на борту свого вертольота та вводить їй сироватку, яка позбавляє її надлюдських здібностей. Гелікоптер розбивається, і видно лише Еліс, яка вилазить з-під уламків. Після шести місяців невдалих пошуків з повітря інших виживших, Аліса прямує до передбачуваного місця розташування Аркадії. Вона приземляється на аеродромі на Алясці та знаходить Клер із пристроєм керування «Umbrella», прикріпленим до її грудей, і стертою пам'яттю. Клер і Еліс летять до Лос-Анджелеса, де вони натрапляють на в'язницю, де зустрічають Лютера Веста і Кріса Редфілда, брата Клер. Ті, хто вижив, пояснюють, що Аркадія — це насправді танкер біля узбережжя, який транслював зациклене повідомлення та підбирав тих, хто вижив. Під час спроби втечі Аліса, Клер і Кріс є єдиними, хто випливає, і вони досягають танкера, лише щоб виявити, що його покинули. Пам'ять Клер починає повертатися, і вона згадує, як працівники «Амбрелли» атакують її групу тих, хто вижив, і переміщують їх до танкера. Вони дізнаються, що корабель є дослідницьким центром Амбрелла, який проводить експерименти над тими, хто вижив. Ці троє зустрічають Альберта Вескера, який отримав надлюдські здібності від Т-вірусу. Після бою Еліс передає повідомлення тим, хто вижив, закликаючи їх створити нову справжню безпечну гавань. Наприкінці фільму флот бойових кораблів корпорації «Амбрелла» під проводом Валентина готується очолити штурм тих, хто вижив.

#### Оселя зла: Відплата(2012)
Зі сценарієм і режисурою Андерсона, «Відплату» планувалося знімати паралельно з шостою частиною, але Андерсон вирішив зосередитися на п'ятому фільмі. Зйомки проходили в Торонто, Онтаріо, з середини жовтня по 23 грудня 2011 року. Колін Селмон, який зіграв Першого, і Мішель Родрігес, яка зіграла Рейн Окампо в першому фільмі, повернулися. Також повернувся Одед Фер, який зіграв Карлоса Олівейру в другому і третьому фільмах. Три персонажі відеоігор дебютували в серії фільмів: Йоганн Урб у ролі Леона С. Кеннеді, Кевін Дюранд у ролі Баррі Бертона та Лі Бінбін у ролі Ади Вонґ. Фільм був випущений на міжнародному рівні 14 вересня 2012 року.
Еліс прокидається на базі Амбрелла, де її допитує Валентин. Під час збою в електропостачанні, організованого Адою Вонг, Еліс втікає зі своєї камери та стикається з нею. Вонг пояснює, що Вескер планує допомогти Еліс втекти та боротися з суперкомп'ютером бази, Червоною Королевою, щоб врятувати те, що залишилося від людства. Вескер організував групу позаштатних оперативників, щоб проникнути на базу та допомогти Еліс та Аді втекти, включаючи Леона С. Кеннеді, Баррі Бертона та Лютера Веста. По дорозі Аліса знаходить клон дівчини на ім'я Беккі. Вони також стикаються з версіями-клонами Карлоса Олівейри, Першого та Рейна Окампо, усі — під керівництвом Валентина. Коли Еліс зустрічається з командою рятувальників, солдати Валентина наздоганяють їх, у результаті перестрілки вбивають Бертона, Оліверу та Першого. Еліс, Вест, Кеннеді та Беккі виходять на поверхню, і їх зустрічає підводний човен, з якого виходять Валентин, клон Рейн і полонена Ада. Валентин бореться з Еліс, а Рейн — з Кеннеді та Вестом. Еліс вдається забрати пристрій «scarab» у Валентина, повертаючи її до нормального стану, і приєднується до Кеннеді, щоб перемогти над Рейном. Еліс, Ада, Беккі, Леон і Валентин відправляються на базу Вескера. Вескер вводить Еліс Т-вірус, повертаючи їй надлюдські здібності, а потім каже їй, що вона відповідає за порятунок решти людей від вимирання.

#### Оселя зла: Фінальна битва(2016)
Андерсон написав сценарій і став режисером шостого й останнього фільму серії з підзаголовком «Фінальна битва», який був знятий у 2D і потім перетворений у стереоскопічне 3D. Мілла Йовович повторила свою роль Еліс, лише Шон Робертс, Ієн Глен і Елі Лартер повернулися з попередніх фільмів, як Альберт Вескер, доктор Айзекс і Клер Редфілд відповідно. Продовжуючи минулий фільм, Андерсон висловив бажання, щоб фінальний фільм «пройшов повне коло», повернувши персонажів, теми та середовище Вулика з першого фільму. Зйомки повинні були початися в Південній Африці в серпні 2014 року, але були перенесені на літо 2015 року через вагітність Йовович. Основні зйомки розпочалися 18 вересня 2015 року в Південній Африці. Він був випущений 23 грудня 2016 року в Токіо та 27 січня 2017 року в Північній Америці.
Через три тижні після подій у «Відплаті» людство знаходиться на останньому подиху після того, як Вескер зрадив Еліс у Вашингтоні, округ Колумбія. Аліса зустрічає Червону Королеву, яка каже їй, що вона повинна повернутися до Раккун-Сіті, де корпорація «Амбрелла» розробила повітряно-крапельний антивірус, який уб'є кожен організм, заражений Т-вірусом. У гонці з часом Аліса захоплена доктором Айзексом, який розкриває, що його попереднє втілення було клоном. Еліс втікає і прибуває в Раккун-Сіті, де об'єднується з Клер Редфілд. Після стримування армії нежитей доктора Айзекса Аліса, Клер і команда тих, хто вижив, прямують до Вулика. Вони зустрічаються з Червоною Королевою, яка розповідає їм, що Т-вірус створив Джеймс Маркус, засновник корпорації Umbrella, щоб врятувати свою доньку Аліцію від хвороби, через яку вона швидко старіла. Джеймса зрадив його бізнес-партнер, доктор Айзекс, а Альберт Вескер вбив його. Тоді доктор Айзекс і правління корпорації Umbrella мали намір випустити Т-вірус, щоб очистити світ, врятувати багатих і могутніх за допомогою кріогенних засобів у Вулику, а пізніше відновити його за своїм бажанням. Після зіткнення з Вескером і справжнім доктором Айзексом на дні Вулика Аліса дізнається, що вона є клоном ще живої Алісії Маркус. Еліс випускає антивірус, знищуючи всіх заражених Т-вірусом. Вона виживає та отримує спогади про Аліцію Маркус як нагороду, щоб повернути дитинство, якого у неї ніколи не було. Серія закінчується тим, що Аліса їде на мотоциклі, заявляючи, що її робота ще не закінчена і що антивірусу знадобиться кілька років, щоб облетіти земну кулю.

### Перезапуск

#### Оселя Зла: Вітаємо у Раккун-Сіті(2021)
У травні 2017 року голова правління Constantin Мартін Мошкович заявив, що перезапуск серії знаходиться в розробці. У тому ж місяці було оголошено, що Джеймс Ван спродюсує перезавантаження за сценарієм Грега Руссо, хоч обидва згодом залишили проект. У грудні 2018 року Йоганнес Робертс був найнятий сценаристом і режисером. Робертс заявив, що його фільм буде відокремлений від попередніх фільмів серії, а історія буде заснована на «Resident Evil» і «Resident Evil 2». До жовтня 2020 року було оголошено про головний акторський склад: Кая Скоделаріо в ролі Клер Редфілд, Ганна Джон-Кеймен в ролі Джилл Валентайн, Роббі Амелл в ролі Кріса Редфілда, Ніл Мак-Донаф в ролі Вільяма Біркіна, Том Гоппер в ролі Альберта Вескера та Еван Джогія в ролі Леона С. Кеннеді. Інші учасники акторського складу, Донал Лоуг, Чед Рук, Лілі Гао та Марина Мазепа, виконували роль шефа Браяна Айронса, Річарда Ейкена та Ади Вонґ і Лізи Тревор відповідно. Зйомки розпочалися 17 жовтня 2020 року в Садбері, Онтаріо, Канада, перезйомки відбулися у травні 2021 року. Фільм вийшов 24 листопада 2021 року, випущений компанією Sony Pictures Releasing у США.
Клер Редфілд розкриває таємниці експериментів і нещасних випадків корпорації «Амбрелла» і повертається до свого рідного міста Ракун-Сіті, щоб попередити свого брата, Кріса Редфілда. Тим часом починається спалах зомбі після того, як жителів отруїли через водопровід. Кріс разом із іншими учасниками STARS, Джилл Валентайн і Альбертом Вескером, відправляються в особняк Спенсера, щоб відновити команду Bravo і дізнатися, що відбувається в місті. Клер подорожує з поліцейським-початківцем Леоном С. Кеннеді до сиротинця Раккун-Сіті, щоб покинути місто, перш ніж воно буде зруйноване, де вони зустрічають Лікера та стару подругу Клер, Лізу Тревор. Вескер зраджує Джилл і намагається вкрасти вірус, створений доктором Вільямом Біркіним, вченим, що працює в корпорації «Амбрелла». На волосині від смерті Біркін вводить собі G-вірус, рятуючи своє життя та перетворюючись на Тирана. Ті, що вижили, тікають на підземному потязі з донькою Біркіна, Шеррі, та знищують Тирана за допомогою ракетної установки. У середині титрів Ада Вонґ рятує від смерті Альберта Вескера і той отримує свої фірмові темні окуляри.

#### Фільм без назви
У січні 2025 року повідомлялося, що Зак Креггер написав сценарій і став режисером нового фільму-перезапуску, який буде спродюсований Constantin Film і PlayStation Productions.

## Скасовані проекти

### Кросовер з «Іншим світом»
У 2016 році продюсер Девід Керн повідомив, що розглядається кросовер із серією фільмів «Інший світ».

### Серіал-спіноф
У січні 2019 року Netflix займався розробкою серіалу на основі франшизи Оселя зла. У той час Deadline Hollywood повідомляв, що серіал мав відбуватися у всесвіті фільмів, але коли серіал було замовлено в 2020 році, Ендрю Дабб був найнятий режисером і підтвердив, що цього не відбудеться. Прем'єра серіалу відбулася 14 липня 2022 року і викликала неоднозначні відгуки критиків і негативні відгуки глядачів. У серпні 2022 року серіал було скасовано після першого сезону.

## Акторський склад і команда

### Головний акторський склад
| Персонаж                                         | Оригінальна серія | Оригінальна серія                       | Оригінальна серія                            | Оригінальна серія           | Оригінальна серія                                 | Оригінальна серія                         | Перезапуск                       |
| Персонаж                                         | Оселя зла         | Оселя зла: Апокаліпсис                  | Оселя зла: Вимирання                         | Оселя зла: Потойбічне життя | Оселя зла: Відплата                               | Оселя зла: Фінальна битва                 | Оселя зла: Вітаємо у Раккун-Сіті |
| Персонаж                                         | 2002              | 2004                                    | 2007                                         | 2010                        | 2012                                              | 2016                                      | 2021                             |
| ------------------------------------------------ | ----------------- | --------------------------------------- | -------------------------------------------- | --------------------------- | ------------------------------------------------- | ----------------------------------------- | -------------------------------- |
| Алісія «Еліс» Маркус                             | Мілла Йовович     | Мілла Йовович                           | Мілла Йовович                                | Мілла Йовович               | Мілла Йовович                                     | Мілла ЙововичЕвер АндерсонY               |                                  |
| Червона Королева Анджела «Енджі» ЕшфордO         | Міхаела Дікер     | Софі Вавассер                           | Софі ВавассерUA                              |                             | Меган ШарпантьєЕйв Мерсон-О'БраянVСофі ВавассерUA | Евер АндерсонМіхаела ДікерA               |                                  |
| Доктор Александр Айзекс / Вільям Біркін / ТиранG | Джейсон АйзексUC  | Ієн Глен                                | Ієн ГленБраян Стіл(Тиран)Гері ХекерV (Тиран) |                             | Ієн ГленA                                         | Ієн Глен                                  | Ніл Мак-Донаф                    |
| Метт Еддісон / НемезисG                          | Ерік Мабіус       | Меттью Дж. Тейлор (Немезис)Ерік МабіусA | Меттью Дж. Тейлор (Немезис)UA                |                             | Ерік МабіусAМеттью Дж. Тейлор (Немезис)UA         | Ерік МабіусAМеттью Дж. Тейлор (Немезис)UA |                                  |
| Рейн Окампо                                      | Мішель Родрігес   | Мішель РодрігесUA                       |                                              |                             | Мішель Родрігес                                   | Мішель РодрігесA                          |                                  |
| Джеймс «Перший» Шейд                             | Колін Селмон      |                                         | Колін СелмонUA                               |                             | Колін СелмонC                                     | Колін СелмонA                             |                                  |
| Спенс Паркс                                      | Джеймс Пюрфой     | Джеймс ПюрфойUA                         | Джеймс ПюрфойUA                              |                             | Джеймс ПюрфойA                                    | Джеймс ПюрфойA                            |                                  |
| Доктор Блу                                       | Джозеф Мей        |                                         |                                              |                             | Джозеф МейA                                       | Джозеф МейA                               |                                  |
| Др. Ліза Аддісон                                 | Гайке Макатч      | Гайке МакатчUA                          |                                              |                             | Гайке МакатчA                                     | Гайке МакатчA                             |                                  |
| Дж. Д. Салінас                                   | Паскуале Алеарді  | Паскуале АлеардіUA                      |                                              |                             | Паскуале АлеардіA                                 | Паскуале АлеардіA                         |                                  |
| Ольга Данілова                                   | Ліз Мей Брайс     |                                         | Ліз Мей БрайсUA                              |                             | Ліз Мей БрайсA                                    | Ліз Мей БрайсA                            |                                  |
| Венс Дрю                                         | Торстен Єрабек    |                                         | Торстен ЄрабекUA                             |                             | Торстен ЄрабекUA                                  | Торстен ЄрабекA                           |                                  |
| Альфонсо Ворнер                                  | Марк Логан-Блек   |                                         | Марк Логан-БлекUA                            |                             | Марк Логан-БлекUA                                 | Марк Логан-БлекA                          |                                  |
| Чед Каплан                                       | Мартін Крюїз      |                                         |                                              |                             | Мартін КрюїзA                                     | Мартін КрюїзA                             |                                  |
| Карлос Олівейра / ТоддG                          |                   | Одед Фер                                | Одед Фер                                     |                             | Одед Фер                                          | Одед ФерA                                 |                                  |
| Джилл ВалентайнG                                 |                   | Сієнна Гіллорі                          |                                              | Сієнна ГіллоріC             | Сієнна Гіллорі                                    |                                           | Ганна Джон-Кеймен                |
| Ллойд Джефферсон «Ел Джей» Вейн                  |                   | Майк Еппс                               | Майк Еппс                                    |                             | Майк ЕппсUA                                       |                                           |                                  |
| Майор Тімоті Кейн                                |                   | Томас Кречманн                          |                                              |                             | Томас КречманнA                                   |                                           |                                  |
| Террі Моралес                                    |                   | Сандрін Холт                            |                                              |                             | Сандрін ХолтA                                     |                                           |                                  |
| сержант Пейтон Веллс                             |                   | Разаак Адоті                            |                                              |                             | Разаак АдотіA                                     |                                           |                                  |
| Др. Чарльз ЕшфордG                               |                   | Джаред Гарріс                           |                                              |                             |                                                   | Джаред ГаррісA                            |                                  |
| Микола Зінов'євG                                 |                   | Зак Вард                                |                                              |                             |                                                   |                                           |                                  |
| Юрій Логанов                                     |                   | Стівен Гейз                             |                                              |                             |                                                   |                                           |                                  |
| Маккензі                                         |                   | Джеффрі Пуунсетт                        |                                              |                             |                                                   |                                           |                                  |
| Альберт ВескерG                                  |                   |                                         | Джейсон О'Мара                               | Шон Робертс                 | Шон Робертс                                       | Шон Робертс                               | Том Гоппер                       |
| Клер РедфілдG                                    |                   |                                         | Елі Лартер                                   | Елі Лартер                  | Елі ЛартерA                                       | Ali Larter                                | Кая СкоделаріоЛорен БіллY        |
| K-Mart                                           |                   |                                         | Спенсер Лок                                  | Спенсер ЛокC                | Спенсер ЛокA                                      |                                           |                                  |
| Чейз                                             |                   |                                         | Лінден Ешбі                                  |                             |                                                   | Лінден ЕшбіA                              |                                  |
| Бетті                                            |                   |                                         | Ашанті                                       |                             |                                                   |                                           |                                  |
| Майкі                                            |                   |                                         | Крістофер Іган                               |                             |                                                   |                                           |                                  |
| Слейтер                                          |                   |                                         | Метью Марсден                                |                             |                                                   |                                           |                                  |
| Отто                                             |                   |                                         | Джо Герслі                                   |                             |                                                   |                                           |                                  |
| Біла Королева                                    |                   |                                         | Мадлен Керролл                               |                             |                                                   |                                           |                                  |
| Лютер Вест                                       |                   |                                         |                                              | Борис Коджо                 | Борис Коджо                                       | Борис КоджоA                              |                                  |
| АксменG                                          |                   |                                         |                                              | Рей Олубовале               | Рей ОлубовалеКевін Шанд                           | Рей ОлубовалеA                            |                                  |
| J-pop дівчина                                    |                   |                                         |                                              | Міка НакасімаC              | Міка НакасімаC                                    | Міка НакасімаA                            |                                  |
| Кріс РедфілдG                                    |                   |                                         |                                              | Вентворт Міллер             | Вентворт МіллерA                                  |                                           | Роббі АмеллДакстон Ґрей ҐуджралY |
| Беннет Сінклер                                   |                   |                                         |                                              | Кім Коутс                   | Кім КоутсA                                        |                                           |                                  |
| Кім Йон                                          |                   |                                         |                                              | Норман Юнг                  | Норман ЮнгA                                       |                                           |                                  |
| Анхель Ортіс                                     |                   |                                         |                                              | Серхіо Періс-Менчета        |                                                   |                                           |                                  |
| Кристал Вотерс                                   |                   |                                         |                                              | Кейсі Кларк                 |                                                   |                                           |                                  |
| Венделл                                          |                   |                                         |                                              | Фульвіо Чечере              |                                                   |                                           |                                  |
| Леон С. КеннедіG                                 |                   |                                         |                                              |                             | Йоганн Урб                                        | Йоганн УрбA                               | Еван Джогія                      |
| Баррі БертонG                                    |                   |                                         |                                              |                             | Кевін Дюранд                                      | Кевін ДюрандA                             |                                  |
| Бекі                                             |                   |                                         |                                              |                             | Ар'яна Індженір                                   | Ар'яна ІндженірA                          |                                  |
| Ада ВонґG                                        |                   |                                         |                                              |                             | Лі БінбінСаллі КегіллUV                           | Лі БінбінA                                | Лілі Гао                         |
| Ебігейл                                          |                   |                                         |                                              |                             |                                                   | Рубі Роуз                                 |                                  |
| Док                                              |                   |                                         |                                              |                             |                                                   | Овен Макен                                |                                  |
| Рейзор                                           |                   |                                         |                                              |                             |                                                   | Фрейзер Джеймс                            |                                  |
| Кобальт                                          |                   |                                         |                                              |                             |                                                   | Рола                                      |                                  |
| Командир Чу                                      |                   |                                         |                                              |                             |                                                   | Лі Джун Гі                                |                                  |
| Крістіан                                         |                   |                                         |                                              |                             |                                                   | Вільям Леві                               |                                  |
| Др. Джеймс МаркусG                               |                   |                                         |                                              |                             |                                                   | Марк Сімпсон                              |                                  |
| Шеф Браян АйронсG                                |                   |                                         |                                              |                             |                                                   |                                           | Донал Лоуг                       |
| Річард ЕйкенG                                    |                   |                                         |                                              |                             |                                                   |                                           | Чед Рук                          |
| Ліза ТреворG                                     |                   |                                         |                                              |                             |                                                   |                                           | Марина Мазепа                    |
| Аннет БіркінG                                    |                   |                                         |                                              |                             |                                                   |                                           | Джанет Портер                    |
| Шеррі БіркінG                                    |                   |                                         |                                              |                             |                                                   |                                           | Холлі де Баррос                  |

### Команда
| Роль                   | Оригінальна Серія                                                   | Оригінальна Серія                                         | Оригінальна Серія                                                                  | Оригінальна Серія                                                                              | Оригінальна Серія                                                               | Оригінальна Серія                                                   | Перезапуск                                                           |
| Роль                   | Оселя зла                                                           | Оселя зла: Апокаліпсис                                    | Оселя зла: Вимирання                                                               | Оселя зла: Потойбічне життя                                                                    | Оселя зла: Відплата                                                             | Оселя зла: Фінальна битва                                           | Оселя Зла: Вітаємо у Раккун-Сіті                                     |
| ---------------------- | ------------------------------------------------------------------- | --------------------------------------------------------- | ---------------------------------------------------------------------------------- | ---------------------------------------------------------------------------------------------- | ------------------------------------------------------------------------------- | ------------------------------------------------------------------- | -------------------------------------------------------------------- |
| Режисер                | Пол Вільям Скотт Андерсон                                           | Александр Вітт                                            | Рассел Малкехі                                                                     | Пол Вільям Скотт Андерсон                                                                      | Пол Вільям Скотт Андерсон                                                       | Пол Вільям Скотт Андерсон                                           | Йоганнес Робертс                                                     |
| Продюсери              | Пол Вільям Скотт Андерсон Джеремі Болт Бернд Айхінгер Семюел Хадіда | Пол Вільям Скотт Андерсон Джеремі Болт Дон Кармоді        | Пол Вільям Скотт Андерсон Джеремі Болт Бернд Айхінгер Семюел Хадіда Роберт Кульцер | Пол Вільям Скотт Андерсон Джеремі Болт Бернд Айхінгер Семюел Хадіда Роберт Кульцер Дон Кармоді | Пол Вільям Скотт Андерсон Джеремі Болт Семюел Хадіда Роберт Кульцер Дон Кармоді | Пол Вільям Скотт Андерсон Джеремі Болт Семюел Хадіда Роберт Кульцер | Роберт Кульцер Джеймс Гарріс Гартлі Горенштейн                       |
| Виконавчий продюсер(и) | Віктор Хадіда Роберт Кульцер Денієль С. Клецький Йошікі Окамото     | Віктор Хадіда Роберт Кульцер Бернд Айхінгер Семюел Хадіда | Віктор Хадіда Мартін Мошкович Келлі ван Хорн                                       | Віктор Хадіда Мартін Мошкович                                                                  | Віктор Хадіда Мартін Мошкович                                                   | Віктор Хадіда Мартін Мошкович                                       | Мартін Мошкович Віктор Хадіда Джеремі Болт Пол Вільям Скотт Андерсон |
| Сценарист              | Пол Вільям Скотт Андерсон                                           | Пол Вільям Скотт Андерсон                                 | Пол Вільям Скотт Андерсон                                                          | Пол Вільям Скотт Андерсон                                                                      | Пол Вільям Скотт Андерсон                                                       | Пол Вільям Скотт Андерсон                                           | Йоганнес Робертс                                                     |
| Композитор(и)          | Марко Бельтрамі Мерілін Менсон                                      | Джефф Данна                                               | Чарлі Клоузер                                                                      | »Tomandandy"                                                                                   | »Tomandandy"                                                                    | Пол Хаслінгер                                                       | Марк Корвен                                                          |
| Оператор(и)            | Девід Джонсон                                                       | Дерек Роджерс Крістіан Зебальдт                           | Девід Джонсон                                                                      | Глен Макферсон                                                                                 | Глен Макферсон                                                                  | Глен Макферсон                                                      | Максим Александр                                                     |
| Монтажер               | Александер Бернер                                                   | Едді Гамільтон                                            | Нівен Гові                                                                         | Нівен Гові                                                                                     | Нівен Гові                                                                      | Дубі Вайт                                                           | Дев Сінґх                                                            |

## Сприйняття

### Касові збори
| Фільм                            | Дата релізу       | Дата релізу       | Касові збори      | Касові збори      | Касові збори      | Позиція в рейтингу зборів за весь час | Позиція в рейтингу зборів за весь час | Бюджет виробництва | Прим.             |
| Фільм                            | США               | Інші території    | Північна Америка  | Інші території    | Світ              | Північна Америка                      | Світ                                  | Бюджет виробництва | Прим.             |
| Оригінальна серія                | Оригінальна серія | Оригінальна серія | Оригінальна серія | Оригінальна серія | Оригінальна серія | Оригінальна серія                     | Оригінальна серія                     | Оригінальна серія  | Оригінальна серія |
| -------------------------------- | ----------------- | ----------------- | ----------------- | ----------------- | ----------------- | ------------------------------------- | ------------------------------------- | ------------------ | ----------------- |
| Оселя зла                        | 15 березня 2002   | 21 березня 2002   | $40,119,709       | $63,667,692       | $103,787,401      | 2,189                                 | 1,602                                 | $33 млн.           | [ 58 ] [ 59 ]     |
| Оселя зла: Апокаліпсис           | 10 вересня 2004   | 11 вересня 2004   | $51,201,453       | $78,141,316       | $129,342,769      | 1,737                                 | 1,369                                 | $45 млн.           | [ 60 ]            |
| Оселя зла: Вимирання             | 21 вересня 2007   | 19 вересня 2007   | $50,648,679       | $99,222,424       | $149,871,103      | 1,742                                 | 1,177                                 | $45 млн.           | [ 61 ] [ 62 ]     |
| Оселя зла: Потойбічне життя      | 10 вересня 2010   | 9 вересня 2010    | $60,128,566       | $240,099,518      | $300,228,084      | 1,415                                 | 513                                   | $60 млн.           | [ 63 ]            |
| Оселя зла: Відплата              | 14 вересня 2012   | 12 вересня 2012   | $42,345,531       | $198,302,098      | $240,647,629      | 2,078                                 | 660                                   | $65 млн.           | [ 64 ] [ 65 ]     |
| Оселя зла: Фінальна битва        | 27 січня 2017     | 23 грудня 2016    | $26,844,962       | $287,256,498      | $314,101,190      | 3,048                                 | 465                                   | $40 млн.           | [ 66 ] [ 67 ]     |
| Перезапуск                       |                   |                   |                   |                   |                   |                                       |                                       |                    |                   |
| Оселя Зла: Вітаємо у Раккун-Сіті | 24 листопада 2021 | 3 грудня 2021     | $16,937,037       | $24,914,303       | $41,851,340       | 4,076                                 | 2,874                                 | $25 млн.           | [ 68 ] [ 69 ]     |
| Загалом                          | Загалом           | Загалом           | $288,225,937      | $991,603,849      | $1,279,829,516    |                                       |                                       | $313 млн.          | [ 70 ]            |

«Апокаліпсис», «Вимирання», «Потойбічне життя» та «Відплата» — усі стартували на першому місці в північноамериканському прокаті.

### Критика і реакція публіки
| Фільм                            | Rotten Tomatoes     | Metacritic        | CinemaScore       |
| Оригінальна серія                | Оригінальна серія   | Оригінальна серія | Оригінальна серія |
| -------------------------------- | ------------------- | ----------------- | ----------------- |
| Оселя зла                        | 36 % (132 відгуки)  | 33 (24 відгуки)   | B                 |
| Оселя зла: Апокаліпсис           | 19 % (133 відгуки)  | 35 (26 відгуків)  | B                 |
| Оселя зла: Вимирання             | 24 % (100 відгуків) | 41 (12 відгуків)  | B−                |
| Оселя зла: Потойбічне життя      | 21 % (107 відгуків) | 37 (14 відгуків)  | B−                |
| Оселя зла: Відплата              | 28 % (75 відгуків)  | 39 (17 відгуків)  | C+                |
| Оселя зла: Фінальна битва        | 37 % (103 відгуки)  | 49 (19 відгуків)  | B                 |
| Перезапуск                       |                     |                   |                   |
| Оселя Зла: Вітаємо у Раккун-Сіті | 30 % (90 відгуків)  | 44 (21 відгук)    | C+                |

## Домашні медіа
Sony Pictures Home Entertainment випустила всі сім фільмів на DVD, Blu-ray, Ultra HD Blu-ray і для цифрового завантаження. Фільми також були випущені на DVD, Blu-ray та 4K у формі колекційних коробок:
| Назва                                                           | Формат                         | Дата випуску   | Фільми | Примітки      |
| --------------------------------------------------------------- | ------------------------------ | -------------- | --- | ------------- |
| Resident Evil / Resident Evil: Apocalypse – Resurrected Edition | DVD                            | 4 вересня 2007 | Оселя зла, Оселя зла: Апокаліпсис | [ 86 ]        |
| Resident Evil: The High Definition Trilogy                      | Blu-ray                        | 1 січня 2008   | Оселя зла, Оселя зла: Апокаліпсис, Оселя зла: Вимирання                                                                              | [ 87 ]        |
| Resident Evil Trilogy                                           | DVD                            | 9 грудня 2008  | Оселя зла, Оселя зла: Апокаліпсис, Оселя зла: Вимирання                                                                              | [ 88 ]        |
| The Resident Evil Collection                                    | DVD, Blu-ray                   | 4 вересня 2012 | Оселя зла, Оселя зла: Апокаліпсис, Оселя зла: Вимирання, Оселя зла: Потойбічне життя                                                 | [ 89 ]        |
| The Resident Evil Collection                                    | DVD, Blu-ray                   | 21 грудня 2012 | Оселя зла, Оселя зла: Апокаліпсис, Оселя зла: Вимирання, Оселя зла: Потойбічне життя, Оселя зла: Відплата                            | [ 90 ] [ 91 ] |
| Resident Evil: The Complete Collection                          | Blu-ray, Ultra HD Blu-ray      | 16 травня 2017 | Оселя зла, Оселя зла: Апокаліпсис, Оселя зла: Вимирання, Оселя зла: Потойбічне життя, Оселя зла: Відплата, Оселя зла: Фінальна битва | [ 92 ]        |
| Resident Evil: Welcome to Raccoon City                          | DVD, Blu-ray, Ultra HD Blu-ray | 8 лютого 2022  | Оселя Зла: Вітаємо у Раккун-Сіті | [ 93 ]        |

## Інші медіа

### Новелізації
Новелізації для перших трьох фільмів «Оселя зла» написав Кіт ДеКандідо. Новелізацію для п'ятого фільму написав Джон Ширлі, а до шостого — Тім Ваггонер. Четвертий фільм не отримав новелізації.
Роман для першого фільму під назвою «Обитель зла: Генезис» був опублікований через два роки після виходу цього фільму, тоді як роман «Вимирання» вийшов наприкінці липня 2007 року, за два місяці до виходу фільму. Була також японська новелізація першого фільму, не пов'язана з версією ДеКандідо, написана Осаму Макіно. Макіно також написав два романи за мотивами гри Resident Evil: The Umbrella Chronicles.